# Fit für 100
„fit für 100“ ist ein Bewegungsprogramm für hochaltrige Menschen.

## Zielsetzung
Ziel des Programms ist die Förderung und der Erhalt von Mobilität und der Fähigkeit, Kraft zu entwickeln. Neben dem Erhalt beziehungsweise der Wiederherstellung von muskulärer Kraft sollen hierbei sowohl Alltagskompetenz, Selbstständigkeit als auch Lebensqualität sowie das Wohlbefinden positiv beeinflusst werden. „fit für 100“ begegnet hiermit dem demografischen Wandel.

## Geschichte und Verbreitung
Das Projekt „fit für 100“ wurde am Institut für Bewegungs- und Sportgerontologie der Deutschen Sporthochschule Köln unter wissenschaftlicher Leitung von Prof. Dr. Heinz Mechling im Jahr 2005 entwickelt. Finanziell wurde das Projekt durch das damalige Ministerium für Arbeit, Gesundheit und Soziales des Landes Nordrhein-Westfalen unterstützt. Weitere Kooperationspartner waren die Landesseniorenvertretung NRW und der Landessportbund NRW. Der zeitliche Ablauf untergliederte sich in drei Phasen.
Die erste Phase diente der Erschaffung von nachhaltigen, lokalen Modellen und dauerte von Juni 2005 bis Juli 2008. Hierbei wurde das Trainingsprogramm entwickelt und hinsichtlich seiner Umsetzbarkeit erprobt.
In den Phasen 2 und 3 im Zeitraum Dezember 2006 bis März 2009 stand die Ausbreitung und Forschung im Vordergrund. Die NRW-weite Ausweitung von „fit für 100“ wurde angestrebt. Hierbei wurden finanzielle, als auch organisatorische sowie personelle Einflussfaktoren berücksichtigt. Zusätzlich wurde die Machbarkeit von „fit für 100“ mit demenziell erkrankten Menschen evaluiert.
2005 begann das Projekt mit neun finanzierten Bewegungsgruppen. Im Februar 2012 trainierten an 86 Standorten Bewegungsgruppen nach dem „fit für 100-Prinzip“.

## Konzept
Das Training bei „fit für 100“ findet in Gruppen von 10 bis 12 Teilnehmern unter der Anleitung von ausgebildeten Übungsleitern statt. Das zwei Mal pro Woche stattfindende Training besteht sowohl aus sensomotorischen als auch Kräftigungsübungen. Als Übungsmaterial kommen Kurzhanteln sowie Gewichtsmanschetten an den Sprunggelenken und weitere Kleingeräte zum Einsatz.

## Evaluation
Die Evaluation von „fit für 100“ erfolgte über den Zeitraum von einem Jahr. Das Studiendesign sowie Ergebnisse über den Interventionszeitraum sind in wissenschaftlichen Fachartikeln veröffentlicht und diskutiert worden.